# Travail d'initiative personnelle encadré
En France, le travail d'initiative personnelle encadré ou TIPE est une épreuve commune à la plupart des concours d'entrée aux grandes écoles scientifiques. Il s'inscrit, d'une certaine manière, dans la continuité des TPE réalisés au lycée (jusqu'en 2020). À sa création en 1995, le TIPE était une option aux concours d'entrée aux grandes écoles scientifiques, concours se tenant à l'issue d'une scolarité en classe préparatoire aux grandes écoles (CPGE). Depuis 1997, il est devenu une épreuve obligatoire pour la plupart de ces concours.
Jusqu'aux concours de l'année 2016, l'épreuve comportait une préparation en « loge » — le candidat étant isolé, sous surveillance, dans une salle, sans contacts extérieurs pouvant l'aider — de 2 h 15, durant laquelle le candidat étudiait un dossier scientifique. La présentation orale comportait deux parties : l'ADS (partie D comme « dossier ») et le TIPE proprement dit (partie C comme « candidat »), l'ordre étant au choix du candidat, chacune des parties étant constituée d'une présentation de 10 minutes suivie de 10 minutes de dialogue avec le jury. Cette présentation durait donc 40 minutes. 
En 2017, la partie D disparaît pour la plupart des concours (sauf pour l'École polytechnique qui organise une épreuve de TIPE essentiellement portée sur la partie D et pour les Écoles normales supérieures en filière PSI). Seule la partie C est conservée. La préparation est annulée et l'épreuve comporte 15 minutes de passage à l'oral devant deux jurés et 15 minutes d'entretien sur le sujet présenté. Au cours de l'année, l'étudiant doit fournir un certain nombre de documents à l'organisme organisant l'épreuve de TIPE : SCEI.

## Principe et but du TIPE
Le but du TIPE est de faire découvrir aux étudiants la démarche scientifique nécessaire à tout ingénieur et nécessite donc un réel travail. Elle a vocation à révéler d'autres qualités des candidats que celles détectées par les autres épreuves classiques. Il est toutefois régulièrement remis en cause, tout comme les TPE.
Le TIPE s'axe généralement sur un thème qui est souvent assez vaste pour recouvrir de nombreux sujets centrés sur la physique, la chimie, les mathématiques, les sciences industrielles, ou la biologie (selon les filières). Chaque année a son propre thème, sans rapport le plus souvent avec le précédent.

### Thèmes des dernières années
Le thème du TIPE est transmis et connu officiellement par les lycées plus d'une année avant la période des concours. Il est ensuite diffusé publiquement — et donc à la connaissance de tous — par le Bulletin officiel de l'Éducation nationale vers le mois de février de chaque année, donc pour l'année scolaire suivante.
- 2025-2026 : « Cycles, boucles »[4]
- 2024-2025 : « Transition, transformation, conversion »[4]
- 2023-2024 : « Jeux, sports »[5]
- 2022-2023 : « La ville »
- 2021-2022 : « Santé prévention »
- 2020-2021 : « Enjeux sociétaux : environnement, sécurité, énergie »[6]
- 2019-2020 : « Océan »[7]
- 2018-2019 : « Transport »[8]
- 2017-2018 : « Milieux : interactions, interfaces, homogénéité, ruptures »[9]
- 2016-2017 : « Optimalité : choix, contraintes, hasard »[10]
- 2015-2016 : « Structures : organisation, complexité, dynamique »[11]
- 2014-2015 : « Ressources : partage, répartition, distribution »
- 2013-2014 : « Transfert, échange »
- 2012-2013 : « Invariance - Similitude »
- 2011-2012 : « Prévision »
- 2010-2011 : « Mobilité - Mouvement »
- 2009-2010 : « Surface »
- 2008-2009 : « Information »
- 2007-2008 : « Variabilité - limite - stabilité »
- 2006-2007 : « Le temps »
- 2005-2006 : « Les dualités en sciences »
- 2004-2005 : « Développement, erreurs et progrès »
- 2003-2004 : « Le développement durable »
- 2002-2003 : « Contrôle et optimisation » ; « Fini, discret et continu » ; « Structures, formes et matériaux »
- 2001-2002 : « Composition et décomposition »  ou « Théories, modèles, procédés et technologies relatifs au noyau atomique »
- 2000-2001 : « Transformations et fonctions »
- 1999-2000 : « Terre et Espace »
- 1998-1999 : « La mesure ; en BCPST : la couleur »
- 1997-1998 : « La mesure ; en BCPST : systèmes périodiques, spatiaux ou temporels »

### Préparation et finalité
La première étape consiste à définir un sujet pas trop ambitieux. Il vaut mieux par exemple éviter la physique quantique et les phénomènes astronomiques en physique, sujets assez abstraits et très descriptifs, le but n'étant pas de faire un exposé encyclopédique mais d'étudier un phénomène pouvant paraître parfois très simple, mais encore assez vaste pour pouvoir l'orienter en fonction du thème de la 2e année (dans le cas où l'on choisit de poursuivre sensiblement le même sujet en deuxième année), et dans la mesure du possible, à cheval sur deux des matières principales de la filière (mathématiques et physique en MP, physique et chimie en PC, mathématiques et informatique en MPI, physique et SI en TSI, en PSI et en PT), le jury, composé de deux examinateurs, étant en général composé d'un « spécialiste » de chacune des matières. Il vaut mieux éviter de complètement exclure de l'exposé l'un des examinateurs. Si ce n'est pas possible, il faut, autant que faire se peut, que l'exposé ne soit pas totalement inaccessible à quelqu'un qui ne soit pas spécialiste en la matière.
Il faut ensuite, au long de l'année, effectuer des modélisations, des expériences, voire des programmes informatiques suivant la filière et le sujet choisi. La visite d'un laboratoire ou la rencontre avec un chercheur sont souvent conseillées. L'élaboration du TIPE est rythmée par l'élaboration de différents documents devant être rendus à des dates précisées par SCEI. Tout d'abord, l'élève saisit l'intitulé de son sujet de décembre à janvier. De mi-janvier à début février, il écrit un MCOT (Mise en Cohérence des Objectifs du TIPE). Enfin, de début avril à mi-juin, il téléverse sa présentation ainsi qu'un abstract (résumé en anglais) et qu'un DOT (déroulé personnel du TIPE).
Lors de l'exposé devant le jury chargé de noter le TIPE, il convient d'exposer la démarche scientifique du TIPE et ses conclusions, mais aussi les difficultés rencontrées et les limites des calculs ou modélisations effectués. D'éventuelles améliorations ou pistes d'améliorations pourront être proposées.

### Les différentes phases sur SCEI[14]
Pendant l’année le candidat devra se rendre sur SCEI lors des différentes phases pour écrire sur son sujet et son travail. 

#### Phase 1 (Choix du titre)
Le candidat doit rentrer le titre de son TIPE. Ce titre doit refléter la problématique traitée. Ce titre pourra être modifié plus tard dans l'année (les examinateurs auront néanmoins connaissance de cette modification). Durant cette phase l'élève doit également justifier l'adhérence de son sujet avec le thème de l'année dans un paragraphe qui ne doit pas dépasser 50 mots.

#### Phase 2 (MCOT - Mise en cohérence des objectifs du TIPE)
Le MCOT est constituée de cinq parties qui permettent à l'étudiant de problématiser son sujet et d'énoncer les objectifs qu'il se fixe : positionnement thématique et mots-clé ; bibliographie commentée ; problématique retenue ; buts du TIPE et liste de références bibliographiques.

#### Phase 3 (Présentation)
Il s'agit de la phase de présentation du travail réalisé devant deux examinateurs pendant 30 minutes. Le passage se fait en deux temps: durant les 15 premières minutes le candidat expose son travail à l'aide de diapositives tandis que pendant les 15 dernières minutes un échange avec les examinateur s'établit. Le fichier contenant les diapositives ne doit pas dépasser 5 Mo et peut inclure des pages annexes qui seront éventuellement l'objet de discussions avec les examinateurs.

#### Phase 4 (Abstract)
Le candidat doit résumer en une centaine de mots son sujet en anglais.

#### Phase 5 (DOT)
Le candidat saisit à la fin de l'année les différentes étapes de son travail pendant l'année (familiarisation avec le sujet, rencontre avec des professionnels, déplacement dans une entreprise, mise en place d'une expérience...).

## L'ADS (Analyse de documents scientifiques) (Partie D)
Au « tétraconcours » 2017, cette partie de l'interrogation a disparu. Cependant, le format reste valable pour l'épreuve de TIPE du concours polytechnique. 
Un dossier scientifique d'une vingtaine de pages, avec schémas et graphes est fourni au candidat, qui a 2h00 pour l'étudier. Passé ce délai, le candidat doit faire une présentation orale de 25 minutes (15 de présentation et 10 de questions du jury). La présentation s'appuie sur des transparents réalisés pendant les 2h00 de préparation et qui doivent obligatoirement comprendre le plan de l'exposé. Ce dossier traite d'un sujet volontairement hors-programme, très ciblé (exemples : « L'implantation ionique dans les semi-conducteurs », « La délignination des fibres végétales » en PC). Aucune connaissance préalable du sujet n'est nécessaire, bien qu'évidemment avoir une certaine culture le concernant soit un avantage non négligeable. Cette présentation doit rendre compte du dossier scientifique remis au candidat, mais ne doit pas être un simple résumé. Le candidat doit faire un apport personnel (schéma qu'il a lui-même mis en place, précisions ou analogies effectuées grâce à sa culture personnelle ou à ses cours durant l'année).
Le jury n'a pas de réelle autonomie quant aux questions qui seront posées : il possède une fiche où est inscrite une liste de questions, son rôle se bornant à piocher parmi celles-ci. Comme affirmé ci-dessus, aucune connaissance n'étant requise, ces questions, parfois naïves, parfois plus techniques, trouvent toutes leur réponse dans l'article.
Dans les 2h15 officielles, le temps de transit n'est pas comptabilisé, dans le cas où la salle où l'on récupère les sujets n'est pas la même que celle où l'on passe l'épreuve.

## Spécificités suivant les écoles

### Le «tétraconcours»
Ce terme désigne l'ensemble des concours qui se regroupent pour organiser une épreuve commune de TIPE : le groupe Centrale-Supélec, le groupe Mines-Ponts, le groupe CCINP, le concours e3a, ainsi que la Banque PT. Le déroulement de l'épreuve est décrit ci-dessus, il comporte une présentation de 15 minutes et un entretien de 15 minutes également avec le jury.

### L'École polytechnique
Dans les filières MP, PC, PSI et PT, l'École polytechnique ne propose que l'épreuve d'ADS : l'élève a 2 heures pour étudier un document, puis en fait un exposé de 15 minutes, suivi de 25 minutes d'entretien.
Dans la filière PSI, l'École polytechnique proposait les deux épreuves du TIPE jusqu'à la session de l'année 2015. Désormais, il n'y a plus que l'épreuve d'ADS dans cette filière.

### Lesécoles normales supérieures
Les écoles normales supérieures ne proposent pas d'analyse de document scientifique, mais invitent à un entretien de 45 minutes sur le sujet du TIPE choisi par l'élève.
Celui-ci est invité à déposer un dossier décrivant son travail et les méthodes employées.
Selon le rapport du jury, « l'épreuve doit être considérée comme un oral à part entière portant sur un sujet choisi et spécialement préparé par le candidat. »
En filière PSI, l'épreuve orale de TIPE comporte une ADS (1 heure de préparation sur un document scientifique et 15 minutes de présentation) ainsi que la présentation sur le travail préparé durant l'année (15 minutes de présentation).